# Händel-Werke-Verzeichnis
Pour les articles homonymes, voir HWV (homonymie).
Le catalogue Händel-Werke-Verzeichnis (HWV en version abrégée) est un catalogue thématique qui recense les œuvres du compositeur Georg Friedrich Haendel (1685-1759). Mis au point entre les années 1978 et 1986 par le musicologue Bernd Baselt (1934-1993), il comprend 612 numéros d'opus.